# Affare Távora

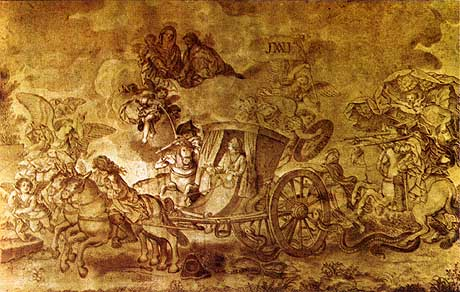
L’attentato al re Giuseppe I del Portogallo

L'affare Távora è stato uno scandalo politico che avvenne nel XVIII secolo presso la corte portoghese. Gli eventi che seguirono scaturirono da un tentativo di regicidio ai danni di Giuseppe I del Portogallo nel 1758, cui seguì l'esecuzione pubblica dell'intera famiglia Távora, accusata di aver pianificato l'evento.
Alcuni storici affermano che in realtà si trattò di una macchinazione del primo ministro Sebastião José de Carvalho e Melo per limitare il potere delle famiglie aristocratiche a lui ostili.

## Contesto
I marchesi di Távora erano una delle famiglie più potenti del Portogallo. Imparentati con le casate dei duchi di Aveiro, dei duchi di Cadaval e dei marchesi di Alorna e molto vicini alla Compagnia di Gesù, erano tra i più fermi oppositori del primo ministro Sebastião de Melo.

## L'attentato al re
Nella notte del 3 settembre 1758, il re Giuseppe I, mentre stava tornando all'accampamento che (a seguito del terremoto di Lisbona del 1755) ospitava temporaneamente la corte portoghese, venne aggredito da tre uomini. Ferito gravemente, il re riuscì a mettersi in salvo.
Sebastião de Melo ordinò un'indagine che pochi giorni dopo portò all'arresto di due persone. I due confessarono di aver agito su mandato della famiglia Távora, che sperava così di poter far salire al trono il duca di Aveiro.

## L'arresto e il processo
Tutti i membri della famiglia Távora vennero arrestati, così come il loro confessore, il gesuita Gabriele Malagrida.
Accusati di alto tradimento e di tentato regicidio, i Távora si proclamarono innocenti, ma vennero condannati a morte. I loro beni vennero distrutti, sulle loro terre fu sparso il sale, il loro casato fu cancellato da quello della nobiltà e lo stemma fu messo fuori legge.
Solo l'intervento della regina Marianna e dell'erede al trono, la principessa Maria Francesca, poté salvare dal patibolo alcuni membri della famiglia Távora, perlopiù donne e bambini.
Il 13 gennaio 1759 i Távora vennero pubblicamente torturati e giustiziati dinanzi al re e alla corte. Queste esecuzioni sono commemorate da un pilastro posto su ordine del Marchese di Pombal sul terreno dove sorgeva il palazzo demolito del duca di Aveiro, in Beco do Chão Salgado, vicino a Rua de Belém.